# Journal of Mammalogy
«Journal of Mammalogy» — це щодвамісячний рецензований науковий журнал, що видається Oxford University Press від імені Американської спілки маммалогів. І спілка, і журнал були засновані в 1919 році. Журнал охоплює дослідження ссавців по всьому світу, включаючи їх екологію, генетику, збереження, поведінку, систематику, морфологію та фізіологію.